# Гармония (музыка)
Гармо́ния (др.-греч. ἁρμονία — связь, порядок; строй, лад; слаженность, соразмерность, стройность) — комплекс понятий теории музыки. Гармоничной называется (в том числе и в обиходной речи) приятная для слуха и постигаемая разумом слаженность звуков (музыкально-эстетическое понятие). В научной перспективе это представление приводит к композиционно-техническому понятию гармонии как объединения звуков в созвучия и их упорядоченного последования. Гармония как научная и учебно-практическая дисциплина изучает звуковысотную организацию музыки — как многоголосной, так и одноголосной.

## Понятие и сущность гармонии
Понятие гармонии применяется для характеристики логически организованной звуковысотной системы: типа лада (модальная гармония, тональная гармония), музыкального стиля (например, «гармония барокко»), индивидуально специфического воплощения звуковысотности («гармония Скрябина», «гармония Джезуальдо»), характерной для стиля композитора аккордики (например, «рахманиновская гармония», «шубертовская гармония»).
Понятие гармонии, однако, не следует смешивать с понятиями «сопровождение», гомофония (например, в выражении «мелодия и гармония» вместо «мелодия и аккомпанемент» или вместо «мелодия и аккордика»; «полифония и гармония» вместо «полифония и гомофония»).
Сущность музыкальной гармонии — проекция философско-эстетического понятия гармонии на область звуковых явлений. Гармония объединяет наиболее специфические для музыки художественные элементы и отношения: звукоряды и интервальные системы, аккорды и ладовые функции и т. д. (тогда как, например, метр и ритм, присутствующие в музыке, свойственны также поэзии). Осознание благозвучности гармонически упорядоченных отношений звуков явилось величайшим завоеванием художественного мышления.
При этом восприятие того или иного аккорда как «гармонии» (то есть созвучия) или как набора несвязанных звуков зависит от музыкального опыта слушателя и его эстетических предпочтений. Так, неподготовленному слушателю гармония музыки XX — XXI веков (особенно в произведениях композиторов-авангардистов) может показаться хаотичным набором звуков, «какофонией».

## Объекты и категории гармонии
Первичный объект гармонии — музыкальные интервалы, художественное освоение которых составляет стержень исторического развития музыкального искусства. «Согласное» звучание даёт первую категорию гармонии — консонанс, противопоставляемый диссонансу. Другой важнейшей категорией гармонии является звукоряд определённого интервального рода в пределах звуковой системы — материальной основы всякой музыки. Форма, в которой воплощаются (реализуются, разворачиваются во времени и высотном «пространстве») звукоряд и сонансы, определяет центральную категорию гармонии — лад.
Отношения между звуками (частотами звуковых колебаний) различных созвучий отвечают ряду числовых отношений, представляющих интервалы:
- 1:1 и 1:2 (унисон и октава),
- 2:3 и 3:4 (квинта и кварта),
- 4:5 и 5:6 (большая и малая терции) и т. д.

Эти интервалы реализуются в последовании (во времени) и в одновременности (образуя созвучия — аккорды и конкорды). Соответственно в музыкальной гармонии обособляются одноголосные и многоголосные звуковысотные системы. В русском музыкознании термин «гармония» традиционно относят лишь к многоголосию (прежде всего, к многоголосной музыке Нового времени), а одноголосные звуковысотные системы объявляют «ладовыми». Это различение условно, поскольку лад может быть как одноголосным, так и многоголосным (например, церковные лады в монодических григорианских хоралах и в мессах франко-фламандских композиторов на те же хоралы), а равно и гармония (например, мажорно-минорная тональная) может проявить себя в одноголосии.

## Становление, развитие и история гармонии
Становление многоголосной гармонии (IX—XI века) — важнейший этап эволюции музыкального мышления. Связанность всех звуков отношением к тону-устою выражается категорией лада, а дифференциация их значений — системой ладовых функций. Первичная форма многоголосия — бурдон — представляет собой гармонию в рамках монодического принципа музыкального мышления. В условиях развитого многоголосия гармония становится системой созвучий, важнейшие из неустоев монодии — неаккордовыми звуками. Многоголосная гармония в ходе эволюции захватывает как эстетически и композиционно приемлемые всё более сложные созвучия — от кварто-квинтовых до большесептово-тритоновых и полиаккордов (в XX—XXI веках).
Одновременно с эволюцией гармонии (и звуковой системы) внутренне реорганизуется ладовая система как совокупность и средоточие музыкально-логических значений тонов и созвучий; одним из вершинных достижений этого процесса стала классическая тональность с присущими ей ладовыми функциями — прежде всего, тоникой, субдоминантой и  доминантой. Классическая гармоническая структура в европейской музыке тесно связана с формообразованием и метром.

### Начальная история гармонии
Начальная история гармонии в музыке — развёртывание свойств консонанса—диссонанса и форм лада в монодико-ладовых системах (Древнего Китая, Индии, стран Ближнего Востока, Древней Греции и Рима и др. культур).
Предформы гармонии (сонорно окрашенная гетерофония и др.) закрепили в слуховом восприятии человека сам феномен вертикального созвучия, которое, однако, ещё не стало осознанным фактором музыкального мышления.

### Гармония в Средние века и в эпоху Возрождения
В ранних формах многоголосия (органум IX—XI вв.) выдвинулся новый элемент музыки — автономное созвучие. Роль сонантных опор в Средневековье (например, в многоголосной музыке школы Нотр-Дам и в период Арс нова) выполняли квинта и квинтоктава.
С XIII века гармония обогатилась терцовыми созвучиями, которые поначалу интерпретировались как несовершенные, требующие разрешения диссонансы; позже, в XV-XVI веках, терцовые созвучия начали употребляться свободно и, наконец, стали доминирующими.
До начала XVII века господствовала модальность (такую гармонию называют старомодальной). Церковная музыка (одноголосная и многоголосная) основана на восьми (с середины XVI века — двенадцати) церковных тонах, с добавлением внутриладового хроматизма. Светскую музыку эпохи Возрождения зачастую также объясняют через церковные тоны, к которым, однако, она полностью не сводима (напр., категориями церковных тонов невозможно объяснить гармонию Вичентино и позднего Джезуальдо). Образец модальной гармонии эпохи Ренессанса — шансон Лассо «Се faux amour d’are» (G-миксолидийский).

### Гармония Нового Времени
Гармония Нового времени (XVII—XIX вв.) основана на тональности как системе музыкального мышления особого типа, окончательно оформившейся в русле идей эпохи Просвещения и характеризующейся функциональной централизованностью, строгой рациональной выверенностью и иерархией, разветвлённостью, динамизмом тональных функций, оптимальным единообразием всех структур — от строения и расположения аккордов до монументальных тональных планов в крупных формах. Хотя ещё у И. С. Баха заметны следы старинной модальности (фригийский лад во 2-й части 1-го Бранденбургского концерта), в эпоху барокко уже утверждаются мажор и минор как два господствующих лада. Господствующими они являются и в наше время (особенно в массовой культуре), несмотря на чрезвычайное усложнение гармонии в XX веке и появление атональной музыки.

### Гармония в русской музыке
Предысторию гармонии в русской музыке составляют ладовые системы древних церковных распевов. С XVII века известны многоголосные записи «троестрочного пения». В том же веке в русской духовной музыке (см. партесное пение) утвердилась тональность, типологически родственная западноевропейской. Если в русской гармонии XVIII века (М. С. Березовский, Д. С. Бортнянский) национальный характер был несколько нивелирован, то в XIX веке выступила мощная тенденция к национальному своеобразию гармонии (М. И. Глинка, М. П. Мусоргский, Н. А. Римский-Корсаков и др.). В целом использующая общеевропейскую гармоническую систему, гармония русской музыки имеет характерные черты. Среди них — широкое использование плагальности, применение гармоний побочных ступеней, многочисленные модализмы и в целом — тенденция к свободе гармонической структуры. Эти и другие свойства русской гармонии в сочетании с оригинальной мелодикой и ритмикой во многом обусловливают своеобразие русской «композиторской» музыки.
Русская музыка в поисках нового в гармонии XX века характерна разнообразием гармонических стилей, сосредоточенных в сочинениях отдельных композиторов. Таковыми стали, например, гармонические стили, созданные Скрябиным, Рахманиновым, Стравинским, Прокофьевым, Шостаковичем и др.

### Гармония XX—XXI веков
Общие законы гармонии XX—XXI веков:
- свобода в применении диссонанса и связанная с ней новая аккордика (гармоническая вертикаль; например, «Весна священная» Стравинского);
- автономность хроматики, то есть 12-ступенность тональной гармонии (заключительный каданс «Ромео и Джульетты» Прокофьева);
- свободная 12-тоновость (Багатели, ор. 9 Веберна);
- множественность гармонико-функциональных систем;
  - диатоническая модальная гармония («Курские песни» Свиридова);
  - хроматическая тональность (2-й виолончельный концерт Шостаковича);
  - полимодальность (пьеса «Неосязаемые звуки грёз» Мессиана);
  - техника центрального созвучия (4-я картина 3-го действия «Воццека» Берга);
  - серийная гармония (Вариации для фортепиано, ор. 27 Веберна);
  - сонорная гармония разных типов и гармония микрохроматики («Группы» для 3 оркестров Штокхаузена; «Pianissimo» Шнитке; «Звоны» Щедрина; фортепианное трио Э. В.Денисова) и т. д.

## Развитие понятия гармонии
Философско-эстетическое понятие гармонии разрабатывалось с глубокой древности. У греков оно нашло отражение в учении о согласии («симфонии») противоположностей. В этом философском контексте слово «гармония» применительно к музыке употреблял (со ссылкой на Гераклита), например, неизвестный автор трактата «О мире» (Псевдо-Аристотель, I в. до н.э.):

Надо думать, природа влекома к противоположностям, и из них, а не из подобного, образует согласное (др.-греч. τὸ σύμφωνον). Так, она свела мужчину с женщиной, а не с однополым существом (равно как и женщину) и сочетала первое согласие из противоположных, а не подобных друг другу существ. Похоже, что и искусство (др.-греч. τέχνη), подражая природе, делает то же самое. Живопись, смешивая белые и черные, желтые и красные краски, создает изображения, соответствующие оригиналам. Музыка, смешав одновременно высокие и низкие, длительные и краткие звуки в различных голосах, создает единую гармонию (др.-греч. ἁρμονίαν). Грамматика, смешав гласные и согласные буквы, составила из них всё [словесное] искусство. О том же говорил и Гераклит по прозвищу Темный... — [Аристотель]. О мире, 395b
Гармонию греки понимали как универсальную категорию бытия. Они усматривали её проявления не только в природных сущностях, а также в занятиях (искусстве-«те́хнэ») человека, но и в космосе. Отсюда возникло философско-музыкальное учение о гармонии сфер.
В V—IV вв. до н. э. отмечаются первые свидетельства применения слова «гармония» в специальном музыкально-теоретическом смысле. У Филолая и Платона «гармонией» называется октавный звукоряд (разновидности интервальной структуры консонансов получили в гармонике название «видов»), который мыслился как сцепление кварты и квинты. У Аристоксена и (позднее) Боэция «гармонией» также назван один из трёх — энармонический — родов мелоса.
Античные учебники гармоники (Клеонид, Бакхий, Гауденций, Боэций) и музыкально-теоретические исследования гармонии (наиболее значительны труды греков Аристоксена, Птолемея, Аристида Квинтилиана) содержали в обязательном порядке изложение и толкование вопросов гармонии: учение о музыкальном (высотно определённом) звуке, об интервалах (в пифагорейской традиции — обязательно в «математическом» ключе), об интервально-звуковой (в том числе о Полной двухоктавной) системе с присущими ей звукорядными («модальными») функциями, о ладовых звукорядах («тонах», «ладах»), о метаболе и др.
Впоследствии понятие гармонии сохраняло свою смысловую основу («логос»), однако конкретные представления о гармонии как звуковысотной слаженности диктовались актуальными для данной исторической эпохи оценочными критериями. По мере развития многоголосной музыки гармония разделилась на «простую» (одноголосную) и «составную» (многоголосную; в трактате английского учёного Вальтера Одингтона «Сумма теории музыки», начала XIV века). Дж. Царлино дал математическое обоснование (которое сам считал «природным») большого и малого трезвучий (которые по традиции описывал как конкорды); поделил все лады (одноголосные) на большетерцовые и малотерцовые. Ему же принадлежит знаменитая характеристика (ныне оценивающаяся как упрощённая) мажорного трезвучия как «веселого» (итал. harmonia allegra), а минорного как «грустного» (итал. harmonia mesta). М. Мерсенн определил роль баса как фундамента гармонии, описал явление обертонов в составе музыкального звука. Иоганн Липпий впервые трактовал оба трезвучия как аккорды, описав «гармоническую триаду» (лат. trias harmonica) как «истинный и триединый звучащий корень самой совершенной и полнейшей гармонии»; также впервые засвидетельствовал обращения аккордов.

## Некоторые выдающиеся труды о гармонии
Жан-Филипп Рамо (1722, 1726) разработал науку о гармонии как системе аккордов (теория аккорда, фундаментального баса <basse fondamentale>, обращений, тональной связи, тональной каденции; образование тонального круга, система «тройной пропорции» S-T-D). Во многом его трактат определил тенденции тональной гармонии, основанной на терцовых созвучиях.
Кельнер Д. Верное наставление в сочинении генерал-баса. Перевод с немецкого Н.Зубрилова. Москва, 1791. Первая книга о (мажорно-минорной) гармонии на русском языке.
Франсуа-Жозеф Фетис (1844, ред. 1867) ввёл в общемировое употребление понятие тональности (в его учении термин «тональность» охватывал и старинные модальные лады и мажорно-минорную тональность), которую рассмотрел впервые в исторической перспективе — от григорианского хорала до «омнитональности» романтиков — Берлиоза и Вагнера. В отличие от пифагорейцев и рационалистов эпохи Просвещения трактовал «тональность» (в широком смысле, т.е. лад) как «чисто метафизический принцип» (фр. principe purement métaphysique), находя в нём «тяготения», «разрешения», «устои», «притягательный консонанс» тритона и т.п.
Гуго Риман (1893), опираясь на идеи Рамо и теорию «гармонического дуализма» (мажор и минор как противоположные полюсы) А. фон Эттингена, обосновал функциональную теорию классической гармонии, дал глубокий анализ модуляции и других специфических явлений тональной гармонии.
Б. Л. Яворский (1908) и С. В. Протопопов (1930) описывали новые (называемые также «симметричными») лады, помимо мажора и минора. Сердцевина теории Яворского — понятие ладового ритма.
Генрих Шенкер (1935) выдвинул теорию структурных уровней гармонической ткани в тональной музыке XVIII-XIX веков. Разработал алгоритм анализа, в основе которого лежит последовательное снятие («редукция») слоёв живой музыки, вплоть до элементарного мелодико-гармонического остова (Ursatz) и, в конечном итоге, ведёт к простейшему мажорному или минорному трезвучию. Гармонический анализ «по Шенкеру» получил широкое распространение в США.
Ю. Н. Тюлин (1937) выдвинул теорию переменности тональных функций.
Пауль Хиндемит (1937) разработал эволюционное учение о гармонии, положив в его основу «природные основания», в том числе и главным образом, акустическое понятие основного тона (нем. Grundton) интервала, аккорда, любого созвучия.
Карл Дальхауз (1968) исследовал формирование классической мажорно-минорной тональности, «гармонической тональности» (нем. harmonische Tonalität), продемонстрировал её становление на образцах многоголосной музыки Средних веков, особенно же Ренессанса и барокко.
Ю. Н. Холопов (1988) разработал всеобщую (без каких-либо хронологических и стилистических ограничений в музыкальном материале) теорию гармонии, в основу которой положил представление о двух принципах лада, модальности и тональности, некоррелятивных друг другу. Выдвинул теорию модальных функций и существенно развил римановскую теорию тональных функций. Выделил 6 универсальных, наиболее значимых в музыке типовых интервальных структур, обозначив их как «интервальные роды».